# Meronpan

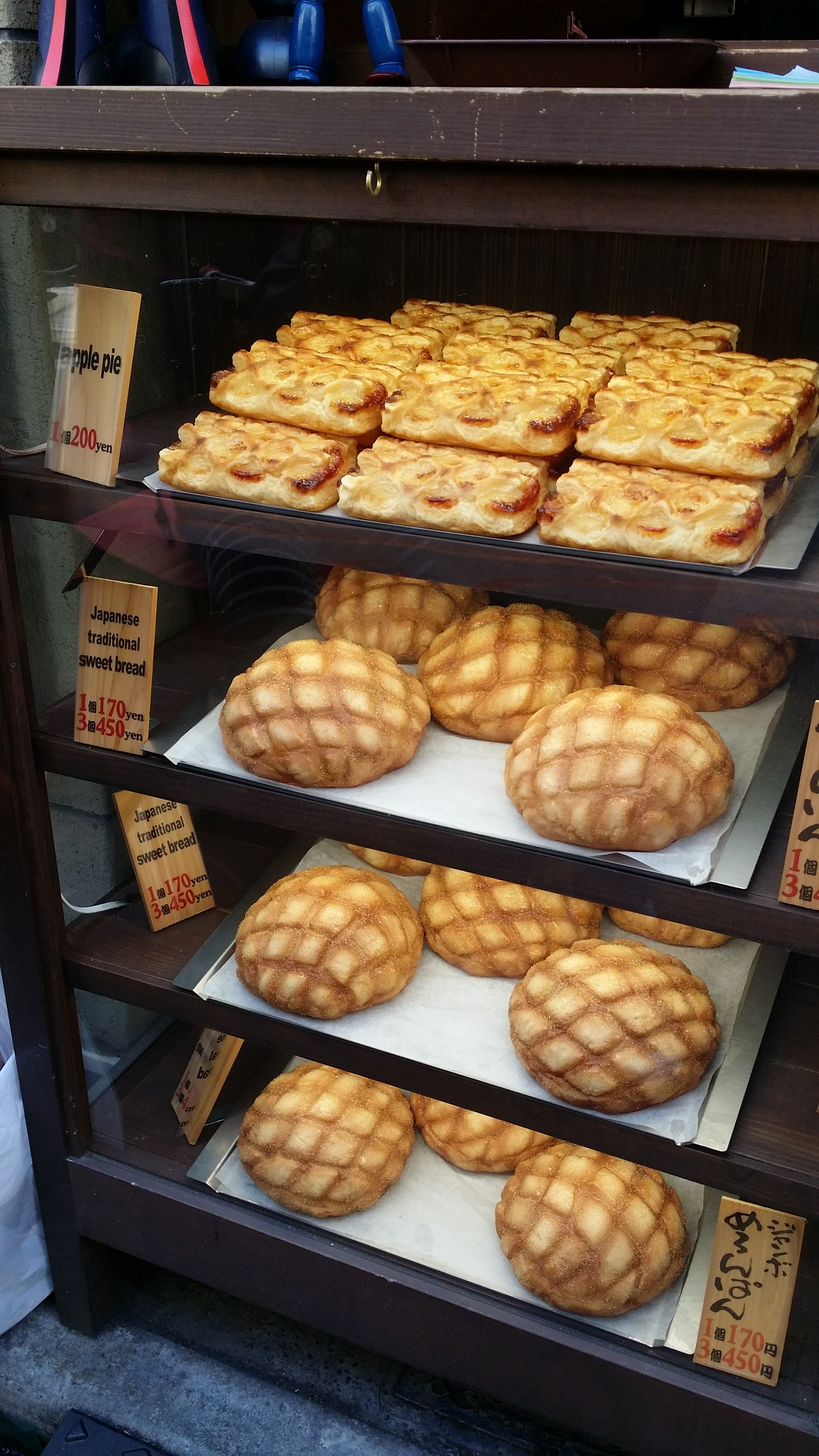
Jumbo Melonpan (Asakusa)

El meronpan (メロンパン lit. Pan de melón?), es un pan dulce característico de la confitería japonesa. También es conocido como melonpan. En el idioma japonés la fruta melón, se escribe en rōmaji como meron (メロン).

## Historia
Este pan fue creado por Hovhannes (o Ivan) Ghevenian Sagoyan, un panadero proveniente de Armenia que llegó a Japón a principios del siglo XX.
El melonpan también es popular en China y Taiwán. Es blando, de forma redondeada y normalmente cubierto de una capa crujiente; su apariencia es similar a la de un melón, de ahí su nombre.
El meronpan tiene su homólogo Pineapple bun (pan de piña) en Hong Kong que es muy similar y a la concha o volcán de la panadería mexicana.
En ocasiones se usa esencia de melón para potenciar su aroma en Japón, pero hay variaciones con sabor a chocolate, caramelo y otros, o bien rellenos de crema de distintos sabores. 
La etimología es interesante, ya que la palabra melón deriva del griego mēlopepōn, y entre otros en español se escribe melón, en inglés melon y en japonés se pronuncia meron.
Con el fin de facilitar la identificación por parte de los extranjeros, acostumbran a escribir el nombre de melon sin tilde (p. ej. "chocolate melon pan") en Japón.